# 阿左美冷蔵
阿左美冷蔵（あさみれいぞう）は1890年創業の製氷業。1992年阿左美哲男がかき氷店を開始。
現在は埼玉県秩父地方に皆野町金崎の金崎本店、長瀞町長瀞にある宝登山道店の2店舗が存在する。
宝登山で作られた天然氷を使用していることが特徴。この天然氷を作るため冬場は、湧き水の源流に近い高野沢地区の麓で氷を育てている。
無添加の天然シロップを使っているのも特徴。

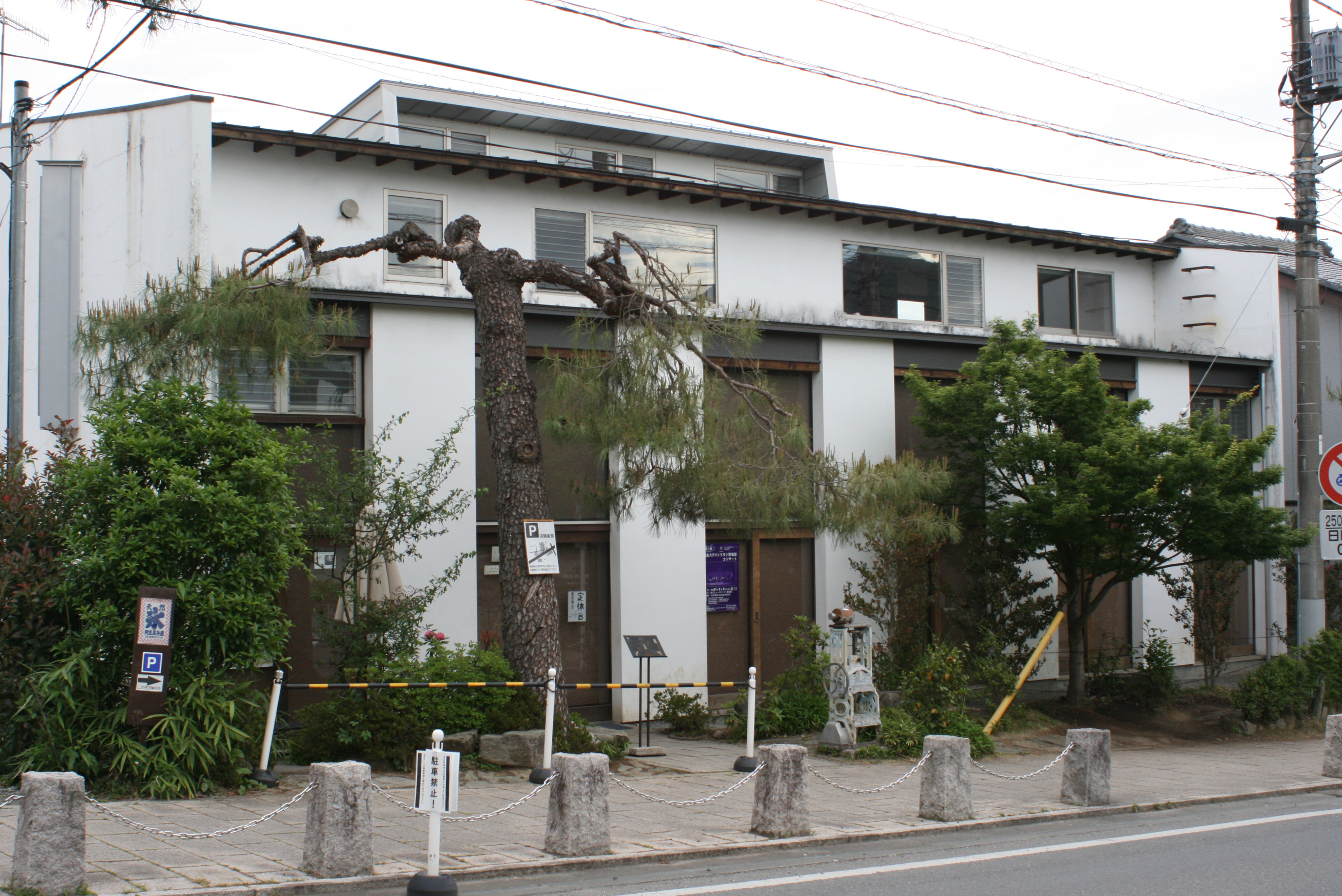
阿左美冷蔵　宝登山道店

阿左美冷蔵宝登山道店は、優れた景観作りに貢献したとして2009年度の「彩の国景観賞」を受賞。
阿左美冷蔵の氷は山の腐葉土の層を1〜2か月間かけて通り濾過された伏流水を使用。ミネラルが豊富で、かすかに甘みもある。バブル期に新規開拓計画でゴルフ場の建設が計画されたがこの伏流水を守るため阿左美哲男は農林公社などを奔走し、清流を守りきった。

## 登場作品
- 空の青さを知る人よ - 登場人物がかき氷を食べるスマホ写真が、店名の入った領収証とともに画面に登場する（テロップに「協力」として阿左美冷蔵の名前が挙がっている）。